# Дамбуа, Морис Феликс
Морис Феликс Дамбуа (фр. Maurice Félix Dambois; 30 марта 1889, Льеж — 12 ноября 1969, там же) — бельгийский виолончелист и композитор.
Окончил Льежскую консерваторию. Широко концертировал как солист и в составе различных камерных ансамблей: квартета и трио под руководством Эжена Изаи, фортепианного трио Бельгийского королевского двора (с Эмилем Боске и Альфредом Дюбуа). Американские гастроли 1918 г. были тепло встречены рецензентом New York Times, отмечавшим:
Было приятно слушать плещущий звук виолончели Мориса Дамбуа… Пыл, с которым он подступил к прекрасному концерту Лало, и неподдельное чувство в кантабиле выдают подлинного художника.
Преподавал в Брюссельской консерватории. Скрипичный и виолончельный концерты Дамбуа записаны бельгийскими исполнителями.
Морису Дамбуа посвящена Соната для виолончели соло Op. 28 Изаи (1923); Жозеф Йонген посвятил Дамбуа и Дюбуа Сонату-дуэт для скрипки и виолончели (1938).